# Middle River (vattendrag i Belize)
Middle River är ett vattendrag i Belize.   Det ligger i distriktet Toledo, i den södra delen av landet, 110 km söder om huvudstaden Belmopan.